# Anton Delwig
Anton Delwig (ros. Анто́н Анто́нович Де́львиг, ur. 6 sierpnia?/17 sierpnia 1798 w Moskwie, zm. 14 stycznia?/26 stycznia 1831 w Petersburgu) – baron, rosyjski poeta, redaktor i wydawca, bliski przyjaciel z jednej klasy Aleksandra Puszkina (razem uczęszczali do Liceum w Carskim Siole). Puszkin zadedykował mu wiersz pt. O, Delwig.
Pisał niewiele. W swojej poezji Delwig trzymał się tradycji rosyjskiego neoklasycyzmu. Interesował się rosyjskim folklorem i napisał wiele imitacji pieśni ludowych. Do niektórych z nich została stworzona muzyka przez kompozytorów takich jak Aleksander Alabiew i Michaił Glinka. 
Jako publicysta Delwig wydawał periodyk Północne Kwiaty(ros. Северные цветы 1825-1831), w którym stałym współpracownikiem był Puszkin. W latach 1830–1831 razem z Puszkinem redagował Gazetę literacką (ros. Литературная газета), której wydawanie zostało zakazane przez rząd carski po informacjach opublikowanych tam przez Jana Tadeusza Bułharyna. Wznowiona po śmierci Delwiga ukazuje się do dziś. 

## Literatura (w języku rosyjskim)
- Artykuł o Antonie Delwigu w czasopiśmie Современник nr 2 i 5 z 1853 oraz nr 1 i 9 z 1854 autorstwa W. Gajewskiego
- Pełny zbiór prac w czasopiśmie Библиотека Севера z czerwca 1893, pod redakcją W. W. Majkowa